# 夏海鸣
夏海鸣 (1970年6月—)，江苏东台人，中国共产党党员，南京市卫生健康委员会副主任，在2021年南京禄口国际机场2019冠状病毒病聚集性疫情期间接替方中友，主持南京市卫生健康委工作。